# Malick Yalcouyé
Malick Junior Yalcouyé (Bandiagara, 18 de noviembre de 2005) es un futbolista maliense. Juega como centrocampista y su equipo es el Swansea City A. F. C. de la EFL Championship, cedido por el Brighton & Hove Albion.

## Clubes
| Club                           | País       | Año       |
| ------------------------------ | ---------- | --------- |
| IFK Göteborg                   | Suecia     | 2024      |
| Brighton & Hove Albion         | Inglaterra | 2024-     |
| SK Sturm Graz (cedido)         | Austria    | 2024-2025 |
| Swansea City A. F. C. (cedido) | Gales      | 2025-     |

## Palmarés

### Títulos nacionales
| Título     | Club          | País    | Año  |
| ---------- | ------------- | ------- | ---- |
| Bundesliga | SK Sturm Graz | Austria | 2025 |